# Хуан-Фернандес (комуна)
Хуан-Фернандес (ісп. Juan Fernández) — комуна в Чилі на островах Хуан-Фернандес. Комуна входить до складу провінції Вальпараїсо і регіону Вальпараїсо

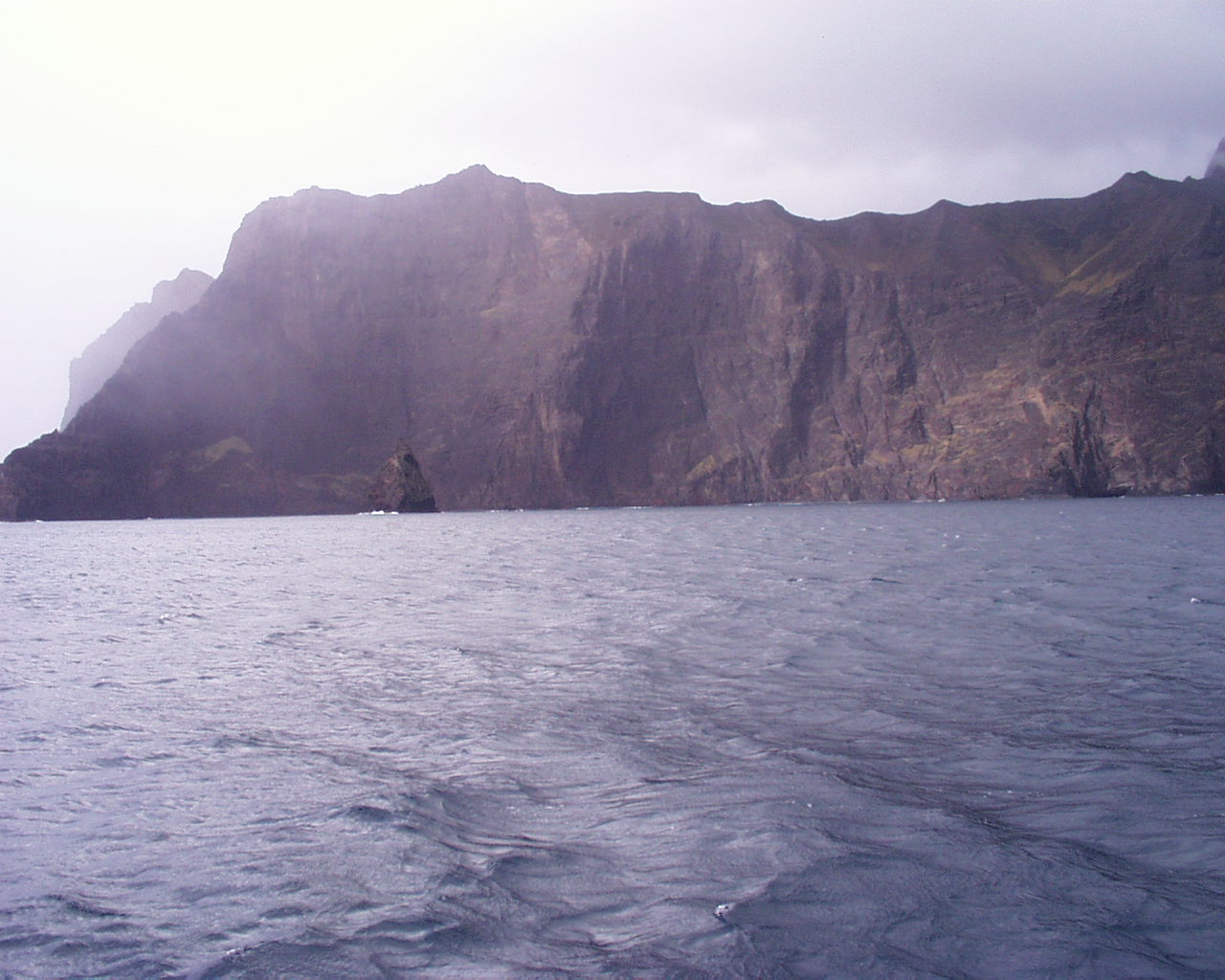
Скелі острова Хуан Фернандес

Територія — 149,4 км². Чисельність населення - 926 жителів (2017). Щільність населення - 6,2 чол./км².

## Розташування
Комуна розташована за 670 км на захід від адміністративного центру області міста Вальпараїсо на островах Хуан-Фернандес.